# Zabrđe (gmina Petrovac na Mlavi)
Zabrđe (cyr. Забрђе) – wieś w Serbii, w okręgu braniczewskim, w gminie Petrovac na Mlavi. W 2011 roku liczyła 647 mieszkańców.